# Latrodectus rhodesiensis
Latrodectus rhodesiensis är en spindelart som beskrevs av Mackay 1972. Latrodectus rhodesiensis ingår i släktet änkespindlar, och familjen klotspindlar. Inga underarter finns listade i Catalogue of Life.